# Mastacides nilgirisicus
Mastacides nilgirisicus är en insektsart som beskrevs av Bolívar, C. 1914. Mastacides nilgirisicus ingår i släktet Mastacides och familjen Mastacideidae. Inga underarter finns listade i Catalogue of Life.